# Parelasmoteri
Els parelasmoteris (Parelasmotherium) són un gènere extint de mamífers perissodàctils de la família dels rinoceronts (Rhinocerotidae) que visqueren a l'Àsia oriental a principis del Miocè superior, fa entre 10 i 11 milions d'anys. Se n'han trobat restes fòssils a la Xina. Eren elasmoterins de mida descomunal, amb una llargada cranial de més d'un metre. Igual que els seus parents moderns, estaven dotats d'una banya nasal. Eren el tàxon germà del ningxiateri. A diferència d'aquest últim, que era un animal brostejador, els parelasmoteris eren pasturadors. El nom genèric Parelasmotherium significa ‘al costat d'Elasmotherium’.